# غزة مونامور (فلم)
غزة مونامور فيلم دراما رومنسي من سيناريو وإخراج الأخوان (ناصر)، صدر سنة 2020، الفيلم من إنتاج مشترك بقيادة فلسطينية ودول فرنسا وألمانيا والبرتغال وأميركا وقطر.
عُرض الفيلم لأول مرة في مهرجان البندقية السينمائي لعام 2020. ثم عُرض لاحقًا في مهرجان تورونتو السينمائي الدولي لعام 2020، حيث فاز بجائزة NETPAC لأفضل فيلم آسيوي في المهرجان. ثم أختير ليكون المشاركة الفلسطينية لأفضل فيلم بلغة أجنبية في حفل توزيع جوائز الأوسكار 93، لكنه لم يُرشح.
الفيلم أول بطولة سينمائية لسليم ضو، والفيلم مستوحى من قصة حقيقية حدثت في شهر أغسطس من عام 2013، إذ عثر الصياد الشاب جودت أبو غراب قبالة سواحل دير البلح بقطاع غزة على تمثال برونزي لإله الحب والجمال الإغريقي أبولو، ويعود إلى القرن الخامس قبل الميلاد، وبعد ذلك صادرته السلطات ولا أحد يعرف أين هو الآن.

## طاقم العمل
| م  | الاسم            | طبيعة العمل |
| -- | ---------------- | ----------- |
| 1  | سليم ضو          | ممثل        |
| 2  | هيام عباس        | ممثلة       |
| 3  | ميساء عبد الهادي | ممثلة       |
| 4  | جورج إسكندر      | ممثل        |
| 5  | منال عوض         | ممثلة       |
| 6  | روكميني غوش      | ممثلة       |
| 7  | هيثم عمري        | ممثل        |
| 8  | نبيل كوني        | ممثل        |
| 9  | مجد عيد          | ممثل        |
| 10 | ناميل الراعي     | ممثل        |
| 11 | مصطفى أبو ثنين   | ممثل        |
| 12 | محمد نزار        | ممثل        |
| 13 | إبراهيم التوبات  | ممثل        |
| 14 | روالا عبد الهادي | ممثلة       |
| 15 | محمد أبو يوق     | ممثل        |
| 16 | عرب ناصر         | مخرج ومؤلف  |
| 17 | طرزان ناصر       | مخرج ومؤلف  |

## الجوائز
حصل فيلم غزة مونامور على العديد من الجوائز العربية والعالمية، حيث عرض في مسابقة "آفاق" بمهرجان البندقية عام 2020، قبل أن يحصل على جائزة"نيتباك" (NETPAC) بوصفه أفضل فيلم آسيوي في مهرجان تورنتو العام الحالي وسط إشادات قوية. كما حصل سليم الضو بطل الفيلم على جائزة أفضل ممثل "البرتقالة الذهبية" من مهرجان أنطاليا عام 2020.